# Gubernatorzy generalni Jamajki
Gubernator generalny Jamajki – najwyższe stanowisko polityczne na Jamajce. Gubernator jest reprezentantem monarchy brytyjskiego jako głowy państwa. Pod nieobecność suwerena (która trwa faktycznie przez cały czas) gubernator generalny wykonuje jego kompetencje. Co do zasady czyni to za radą rządu, jednak konstytucja określa sytuacje w których działa samodzielnie.

## Lista gubernatorów generalnych
- tymczasowo

| # | Imię i Nazwisko                | Portret         | Kadencja        | Kadencja          | Monarcha                |
| # | Imię i Nazwisko                | Portret         | Od              | Do                | Monarcha                |
| - | ------------------------------ | --------------- | --------------- | ----------------- | ----------------------- |
| 1 | Kenneth Blackburne (1907–1980) |                 | 6 sierpnia 1962 | 30 listopada 1962 | Elżbieta II (1962–2022) |
| 2 | Clifford Campbell (1892–1991)  |                 | 1 grudnia 1962  | 28 lutego 1973    | Elżbieta II (1962–2022) |
| – | Herbert Duffus (1908–2002)     |                 | 28 lutego 1973  | 27 czerwca 1973   | Elżbieta II (1962–2022) |
| 3 | Florizel Glasspole (1909–2000) |                 | 27 czerwca 1973 | 31 marca 1991     | Elżbieta II (1962–2022) |
| – | Edward Zacca (1931–2019)       |                 | 31 marca 1991   | 1 sierpnia 1991   | Elżbieta II (1962–2022) |
| 4 | Howard Cooke (1915–2014)       |                 | 1 sierpnia 1991 | 15 lutego 2006    | Elżbieta II (1962–2022) |
| 5 | Kenneth Hall (ur. 1941)        |                 | 15 lutego 2006  | 26 lutego 2009    | Elżbieta II (1962–2022) |
| 6 | Patrick Allen (ur. 1951)       |                 | 26 lutego 2009  | 8 września 2022   | Elżbieta II (1962–2022) |
| 6 | Patrick Allen (ur. 1951)       | 8 września 2022 | nadal           | Karol III (2022–) |                         |